# Sukhoi Su-25
O Sukhoi Su-25 Grach (Russo: Cy-25 ) (OTAN: Frogfoot) é um avião russo de apoio aéreo aproximado desenvolvido na União Soviética pela Sukhoi Design Bureau com asas fixas e motores duplos. O voo do primeiro protótipo ocorreu em 22 de Fevereiro de 1975, depois de uma série de testes e referências de utilidade e engenharia, entrando em produção no ano de 1979 na fábrica de Tbilisi.
Possui várias versões e atualizações ao longo dos anos, incluindo de dois lugares, modelo de exportação, entre outros.
O Su-25 possui extensa história operacional em mais de 30 anos de serviço. Foi altamente utilizado pela União Soviética na Guerra do Afeganistão (1979-1989), voando em missões contra-insurgência contra os Mujahideen. Teve importância para a Força Aérea Iraquiana na Guerra Irã-Iraque (1980-1988), sendo vários destruídos na Guerra do Golfo (1990-1991). Entre os anos de 1990 e 2010 esteve presente na Primeira e Segunda Guerra da Chechênia, na Guerra na Abecásia  (1992–1993), no Conflito na Macedônia de 2001, Guerra da Ossétia do Sul em 2008, na Guerra no Alto Carabaque (2020) e na Invasão da Ucrânia pela Rússia em 2022. Foi altamente exportado, o que o faz presente em diversos países, sobretudo em combate à insurgentes na África, Ásia e Europa, incluindo Costa do Marfim, Sudão, Angola, Peru, Irã e Iraque.

## Desenvolvimento

### Protótipo
Frente a necessidade de um avião de ataque ao solo aproximado e suporte terrestre, a Sukhoi Design Bureau começou a desenvolver o projeto do Su-25 em 1968. Os objetivos eram conseguir um avião subsônico de extrema facilidade de uso, manutenção, altíssima manobrabilidade e resistência a danos, pontos que não eram acatados pelos aviões de ataque tático existentes na URSS no momento (caso do Sukhoi Su-7, Sukhoi Su-17 e Mig-23). Entre os anos de 1971 e 1972, a Sukhoi entra na disputa com a Yakovlev, Ilyushin e Mikoyan para uma aeronave de ataque, vencendo a disputa com o Su-25 como design mais avançado.
Em 1972 ocorre a revisão do projeto, e o protótipo é terminado em 1974 com a denominação T8-1, sendo o primeiro voo feito pelo piloto de testes Vladimir Ilyushin em 22 de Fevereiro de 1975. A Sukhoi continuou os testes com dois exemplares até outubro de 1976, observando a engenharia e procedimentos referentes ao mesmo. No ano de 1978 foi decidido pelo governo soviético o teste oficial, tendo como base as pistas do Afeganistão, usando dos dois protótipos, T8-1D e T8-3, quatro pilotos, dois do departamento de Design da Sukhoi e dois do Instituto R&D das Forças Armadas. Em 1980, no aeroporto de Shindand no Afeganistão, foram feitos 100 testes, sendo 44 missões táticas, demonstrando superioridade de combate notória sobre o Ilyushin Il-102, concluindo o batismo de fogo do Su-25.

## Design - Características

### Características Gerais
O Su-25 é uma avião que possui alta gama de armamentos e possibilidades de uso. Contém aerodinâmica convencional, com asas em formato trapezoidal sobre as entradas de ar, com calda e leme tradicional. Vários tipos de metal estão presentes na construção,  60% alumínio, 19% de aço, 13.5% titânio, 2% liga de magnésio and 5.5% de outros materiais.

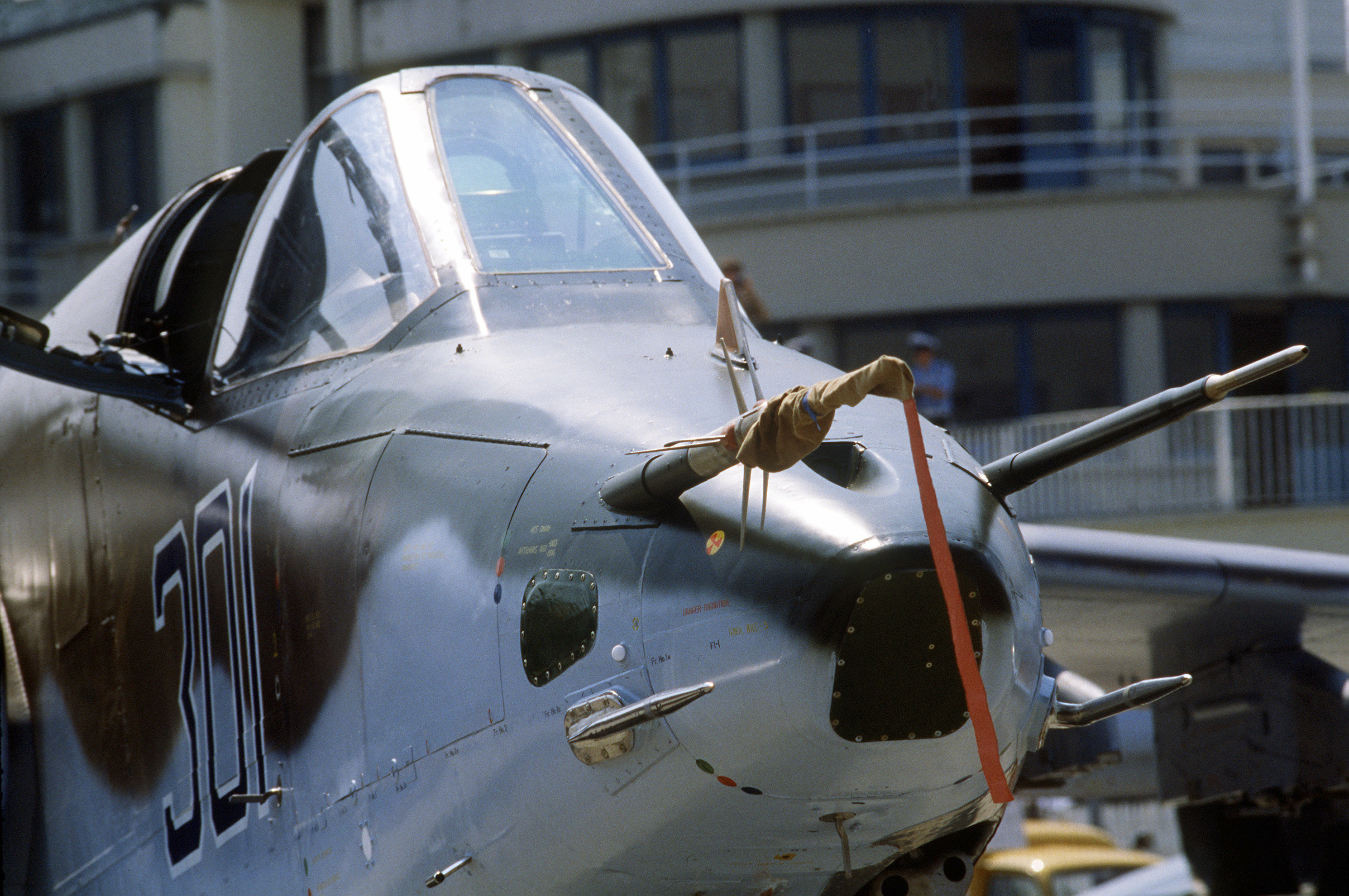
Visão da frente do avião

No design, possui alongamento de asa alto, ângulo moderado e cantilever de metal. Cada asa possui cinco pilones aeronáuticos para carregar armamentos ou tanques adicionais, além de cinco sessões de Slats, dois Flaps e um Aileron.
A blindagem é reforçada para ataques próximos ao solo, sendo a versão SM com vidros a prova da munição, demonstrando ser altamente resistente a fogo antiaéreo. Os tanques de combustível são reforçados para serem a prova de explosão. Possui uma metralhadora 30mm com 250 disparos; capacidade de lançar mísseis ar-terra guiados Kh-29L, Kh-25LD; ar-ar R-73E; bombas incendiárias ZB-500; bombas não guiadas S-8, S-13, S-24, S-25; além de possibilidade de colocar células de combustível adicionais.

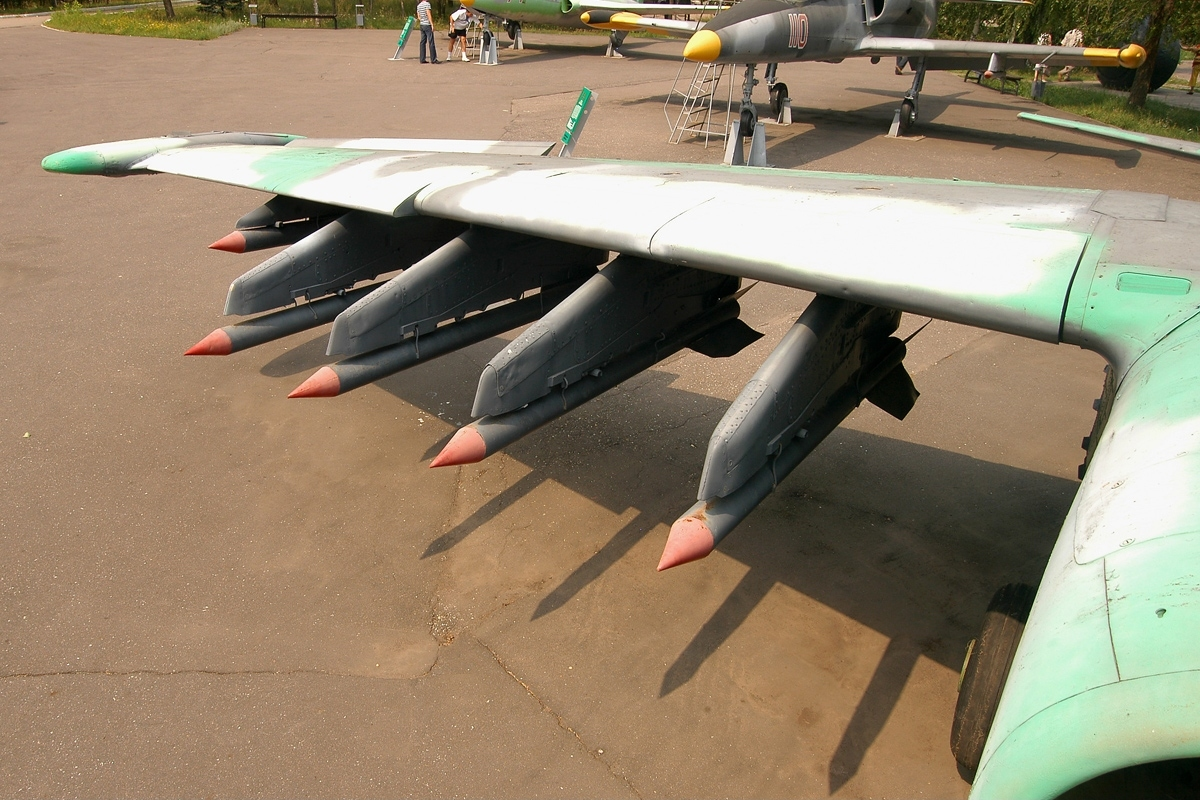
Visão da asa do Su-25. 5 pilones aeronáuticos

Como características de combate, o Su-25 foi projetado para ser usado em qualquer ambiente, independente de operacional diurno ou noturno e condições climáticas. Como referencial de apoio aéreo tático aproximado, seu uso foi múltiplo para ataques ao solo, de alvos blindados, tanques, pontes, posições de fogo, comboios, entre outros, passando de ambientes montanhosos até urbanos. Apresenta fácil manobrabilidade e uso, o que aumenta a utilização e eficiência para o qual foi projetado.

### Aviônica

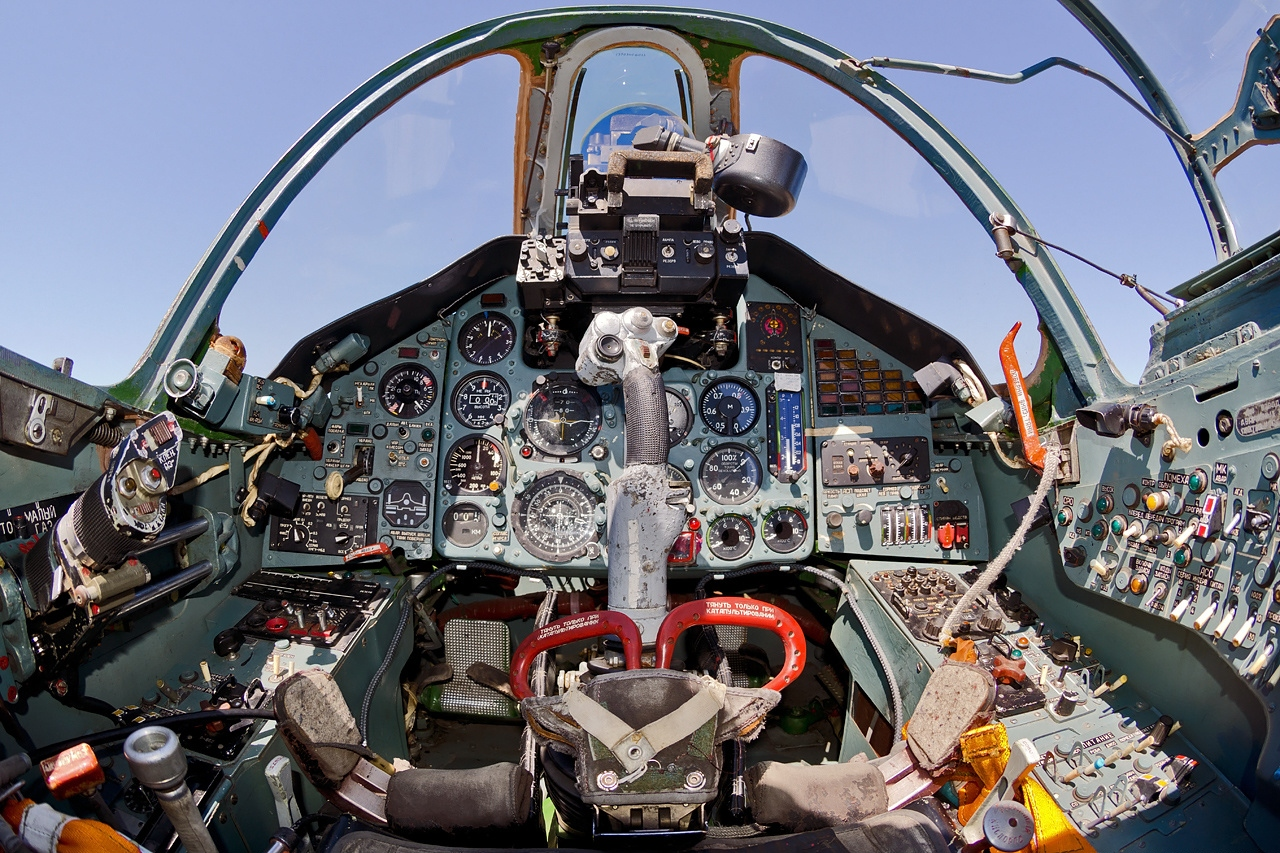
Visão do Cockpit do Su-25

Possui uma amplitude de componentes. Utiliza-se de um sistema de Radar Doppler DISS-7 para navegação, podendo ser usado a noite tanto pelo visual quanto pelos instrumentos. Não tem sistema de TV para guiar ataques aéreos, utiliza-se de um sistema de alvo a laser. Contém um sistema de transponder SO-69 para identificação amigo ou inimigo, além de sistemas de sinalizador e Chaff para defesa contra armas antiaéreas e receptor do alerta de radar (RWR) SPO-15. As últimas versões, caso da SM e TM, possuem sistemas de aviônica e armamentos atualizados.

### Evolução
Ao longo de mais de 30 anos de operação do Su-25, diversas mudanças ocorreram em seu projeto em busca de otimizar a performance. A primeira grande reestilização compreendeu entre 1987 e 1988 para melhorar sua capacidade de controle de danos, juntamente com a mudança de motor do R-95 para R-195. Obviamente, tal atualização foi decorrente da experiência adquirida no Afeganistão. Com o passar dos anos os sistemas do Su-25 foram modernizados conforme a evolução tecnológica e necessidades de campo.

## História Operacional

### Guerra do Afeganistão (1979-1989)
A primeira unidade operacional foi o Ducentésimo Esquadrão Independente, inicialmente colocada em Sital-Chai na República Socialista Soviética do Azerbaijão. Em 19 de Julho ocorre a relocação desse esquadrão de ataque para a base aérea de Shindand no oeste do Afeganistão, tornando-se a primeira unidade de Su-25 introduzidos naquele país. Seu objetivo tático condizia em ataques de precisão em posições e estruturas controladas por rebeldes Afegãos nas montanhas. Outra unidade, o Trencentésimo Sexagésimo Oitavo Regimento de Ataque, o qual foi formado em 12 de julho de 1984, foi também introduzido posteriormente no país.
Ao longo da Guerra do Afeganistão, o Su-25 lançou o total de 139 mísseis guiados de todos os tipos contra os Mujahideen e suas posições. Em média, cada aeronave fez 360 sorties por ano, o que é considerado o mais elevado número que qualquer outro tipo de aeronave no Afeganistão. Pelo fim da guerra, por volta de 50 Su-25 foram entregues às bases aéreas do país, carregando o total de sessenta mil sorties. Entre os anos de 1981 e 1989, período respectivo a entrada do primeiro esquadrão e suas saídas, entre 21 e 23 aeronaves foram perdidas em operações de combate, sendo 9 destruídas em solo.

### Guerra Irã-Iraque (1980-1988)
O Su-25 esteve presente na Guerra Irã-Iraque na Força Aérea Iraquiana. Foram feitos média de 900 sorties durante a guerra, sendo o principal anteparo iraquiano para ataques ar-solo. Durante o período mais intenso de combate da guerra, o Su-25 fazia em média quinte sorties por dia para cada unidade. Apenas um foi abatido por um míssil MIM-23 Hawk terra-ar, no qual o piloto conseguiu ejetar. Depois da guerra, Saddam Hussein condecorou todos os pilotos de Su-25 da Força Aérea Iraquiana com a maior honra militar do país.

### Guerra de Nargorno-Karabakh (1988-1994)
O Su-25 esteve presente em ambas as partes durante o conflito entre Armênia e Azerbaijão, sobretudo de forma não oficial, resultado de vários desertores da Rússia e Georgia. Seu uso não foi constante.

### Guerra do Golfo (1990-1991)

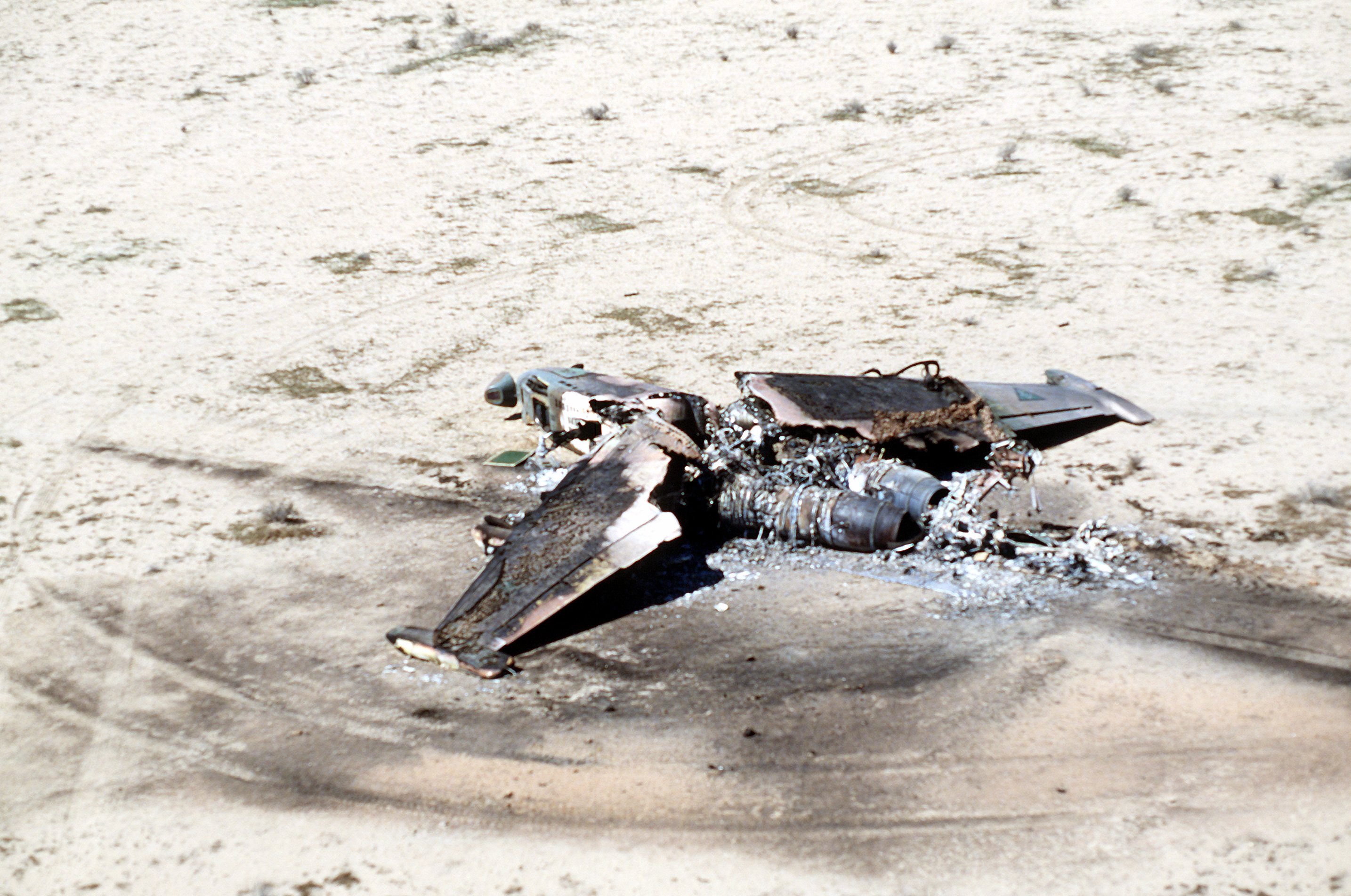
Um Su-25 abatido durante a Operação Tempestade no Deserto

Devido a superioridade aérea das forças da coalizão na Guerra do Golfo, as unidades táticas de Su-25 não puderam decolar. Pelo menos 7 aviões voaram do Iraque para o Irã em 1991, buscando local seguro. O único combate que o Su-25 teve nessa guerra foi em 6 de fevereiro de 1991, no qual dois F-15 Eagle C dos EUA operando em Al-Kharj na Arábia Saudita, abateram dois MiG-21 e dois Su-25, que caíram em um deserto perto da fronteira com o Irã.

### Guerra na Abecásia (1992-1993)
A Força Aérea da Georgia usou Su-25 contra os separatistas na Abecásia durante a Guerra na Abecásia (1992–1993), sendo uma unidade derrubada em Nizhnaya Eshera por sistema de MANPADS SA-14.

### Primeira Guerra da Chechênia (1994-1996)
O Su-25 foram altamente utilizado na Primeira Guerra da Chechênia, juntamente com outras aeronaves, alcançando superioridade aérea e destruindo mais de 266 aeronaves Chechenas em solo. Foram feitas em torno de 5300 sorties de ataque entre os anos de 1994 e 1996, como parte do Quarto Exército Russo, que tinha 140 aviões, entre eles Su-17M, Su-24 e Su-25, os quais foram assessorados por um Beriev A-50 AWACS.  Entre o armamento utilizado, bombas e mísseis não guiados, S-5, S-8, S-24, além de FAB-250 e FAB-5000; o uso de guiados compreendeu em torno de 2,3% dos ataques, com Kh-25ML, KAB-500L e KAB-500KR.
A Primeira Guerra da Chechênia foi um importante marco para as forças russas, demonstrando necessidade de atualização de táticas aéreas, uso de equipamento e perspectivas. As forças russas não conseguiram tirar proveito da superioridade aérea, mesmo com pouca resistência a ataques aéreos e uso de táticas de guerrilha pelos terroristas chechenos.
Alguns incidentes ocorreram na guerra relacionados ao Su-25. Em 4 de fevereiro de 1995, um foi abatido por um veículo ZSU-23-4, a cerca de 5 quilômetros de Grozny. O piloto morreu devido ao impacto depois de ejetado, não abrindo o paraquedas a tempo. Em 5 de maio de 1995 outro Su-25 foi derrubado por disparos de calibre .50BMG/12.7mm, por arma antiaérea em solo.
No dia 4 de abril de 1996, um Su-25 foi abatido por um míssil disparado por um FIM-92 Stinger, quanto fazia reconhecimento sobre o vilarejo de Goiskoye. O piloto, Major Alexander Matvienko foi resgatado. Em 5 de maio de 1996 um Su-25UB foi derrubado por um MANPADS 9K34 Strela-3 em missão de reconhecimento perto de Mairtup. O piloto e co-piloto morreram. No total foram 5 Su-25 derrubados ao longo do conflito.

### Guerra Eritreia-Etiópia (1998-2000)
A Força Aérea da Etiópia usou Su-25 para atacar alvos na Eritreia durante a Guerra Eritreia-Etiópia. Em 15 de Maio de 2000 um Su-25 foi abatido por um Mig-29 da Força Aérea da Eritreia, matando o piloto.

### Segunda Guerra da Chechênia (1999-2000)
A Força Aérea Russa usou intensamente o Su-25 na Segunda Guerra da Chechênia, entrando no estado separatista não reconhecido da República Chechena da Ichkeria após a invasão do Daguestão por terroristas chechenos. Ao longo das operações, apenas um Su-25 foi abatido, no qual foi utilizado MANPADS perto do vilarejo de Tolstoy-Yurt.

### Conflito na Macedônia de 2001
Su-25 foram usados pela Força Aérea da Macedônia contra separatistas Albaneses no Conflito na Macedônia de 2001.

### Primeira Guerra Civil da Costa do Marfim (2002-2007)
Su-25 foram utilizados pelo governo para atacar alvos rebeldes, autodenominados "novas forças", na Primeira Guerra Civil da Costa do Marfim. Em 6 de novembro de 2004, pelo menos um Su-25 atacou a força pacificadora francesa da ONU estacionada em Bouaké. Como retaliação, tropas francesas atacaram a base aérea de Yamoussoukro, destruindo pelo menos dois Su-25.

### Guerra da Ossétia do Sul (2008)

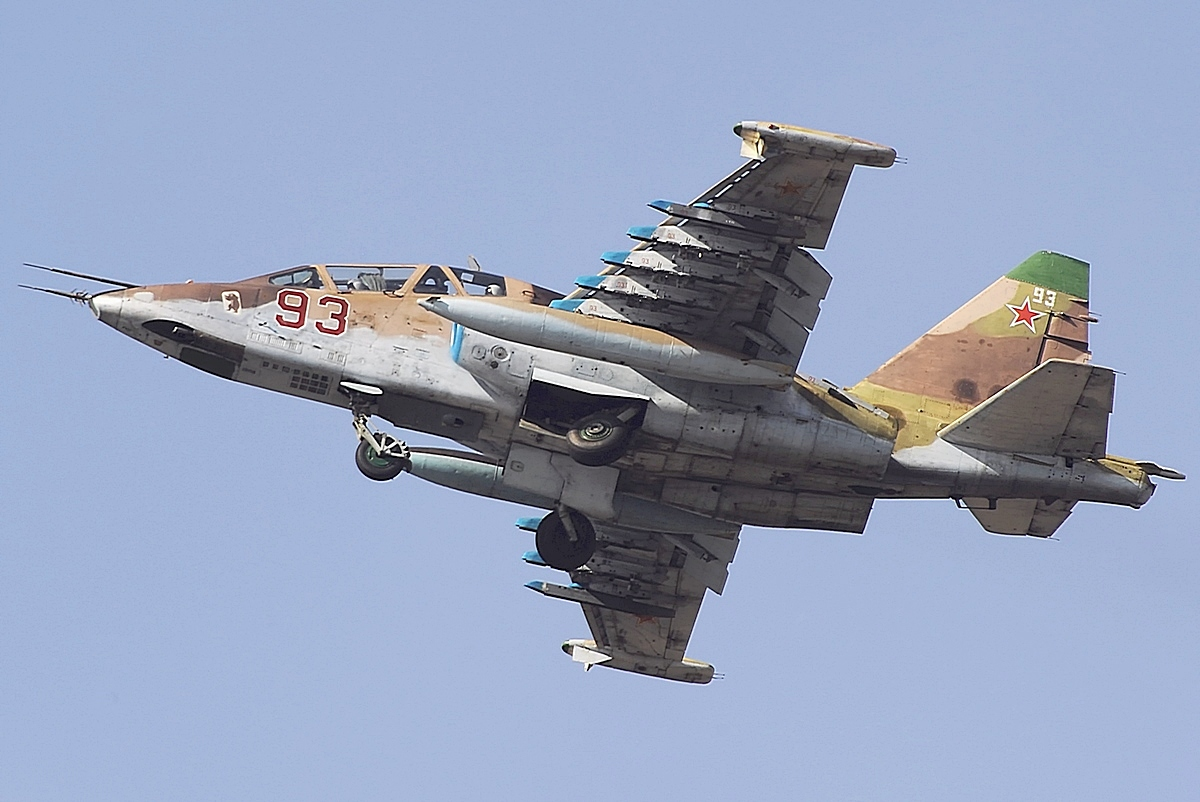
Su-25 Russo

Tanto a Força Aérea Russa quanto a da Georgia usaram Su-25 no conflito. Inicialmente a Força Aérea Georgiana usou os Su-25 para suporte aéreo durante a batalha de Tskhinvali e lançar bombas sobre alvos na Ossétia do Sul. Com a resposta das forças russas, Su-25 russos foram usados para atacar as forças da Georgia na Ossétia e Abecásia. A quantidade de aviões perdidos por ambos os lados é controversa, mas é afirmado oficialmente pelo Governo Russo de 3 aeronaves devido ao sistema antiaéreo Georgiano (9K37 Buk), e que 3 Su-25 da Georgia foram abatidos, fato negado por estes. Em agosto de 2008 Su-25 russos atacaram a fabrica de Tbilisi, onde eram produzidos os Su-25 originalmente, jogando bombas na pista de pouso.

### Irã (Incidente do Drone em 2012)
Em 1 de novembro de 2012 dois Su-25 atiraram em um MQ-1 Predator da Força Aérea dos Estados Unidos que sobrevoava próximo a costa do Irã. O Governo do Irã alegou que o Drone tinha violado seu espaço aéreo, ponto negado pelos EUA.

### Guerra Civil no Leste da Ucrânia (2014-presente)
Vários Su-25 da Força Aérea Ucraniana foram perdidos no conflito, ocorrendo várias alegações a uso de misseis ar-ar por caças russos ou por rebeldes separatistas em Donetsk e Luhansk.

### Guerra Civil Iraquiana (2011-presente)
Em 29 de Junho de 2014, a Força Aérea Iraquiana recebeu a primeira leva de Su-25 solicitado para a Rússia e Bielorrússia para lutar contra os terroristas do Estado Islâmico do Iraque e do Levante. Ocorreram problemas de compatibilidade com o armamento, caso dos AGM-114 Hellfire, e limitações técnicas e de peças para o pessoal pouco experiente da Força Aérea Iraquiana. O braço aéreo do Exército dos Guardas da Revolução do Irã (IRGC AF) doaram 7 Su-25 em 1 de Julho de 2014, sendo a maioria antigos exemplares recebidos pelo Irã na Guerra do Golfo.

### Intervenção russa na Guerra Civil Síria (2015-presente)

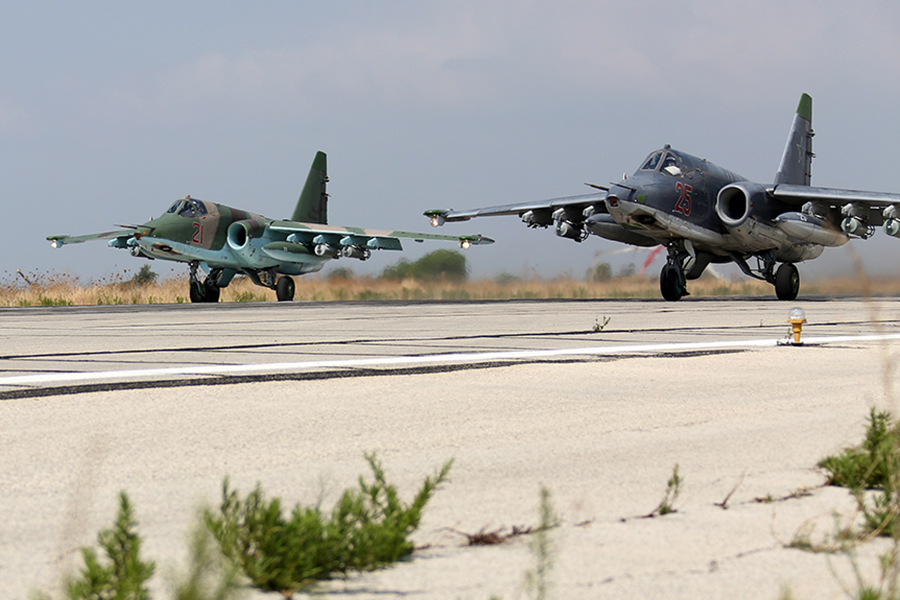
Dois Sukhoi Su-25SM no Aeroporto Internacioal de Bassel Al-Assad em Lataquia durante a Intervenção Russa na Síria

Foram entregues vários Su-25 na base aérea de Khmeimim em Lataquia na Síria, para dar suporte aéreo as forças armadas da Síria e coalizão Irã-Iraque-Hezbollah pela Russa.
Em 03 de fevereiro de 2018 um  Su-25 foi vítima de uma queda durante um sobrevoo da zona de desescalada de Idleb. O piloto teve tempo de avisar que ia se ejetar na zona que está sob controle de combatentes da Frente al-Nosra. O piloto foi morto nos combates com os terroristas.

## Variantes

### Su-25
A versão básica e inicial do Su-25 lançada em 1979, foram produzidos 582 de um tripulante na fábrica da Georgia, sem considerar a versão Su-25K para exportação. Essa versão representou a base do braço aéreo de apoio aéreo aproximado da URSS, tendo vários incidentes relacionados, o que modificou a base de armamentos do foguete de 240mm S-24 para o FAB-500.

#### Su-25K

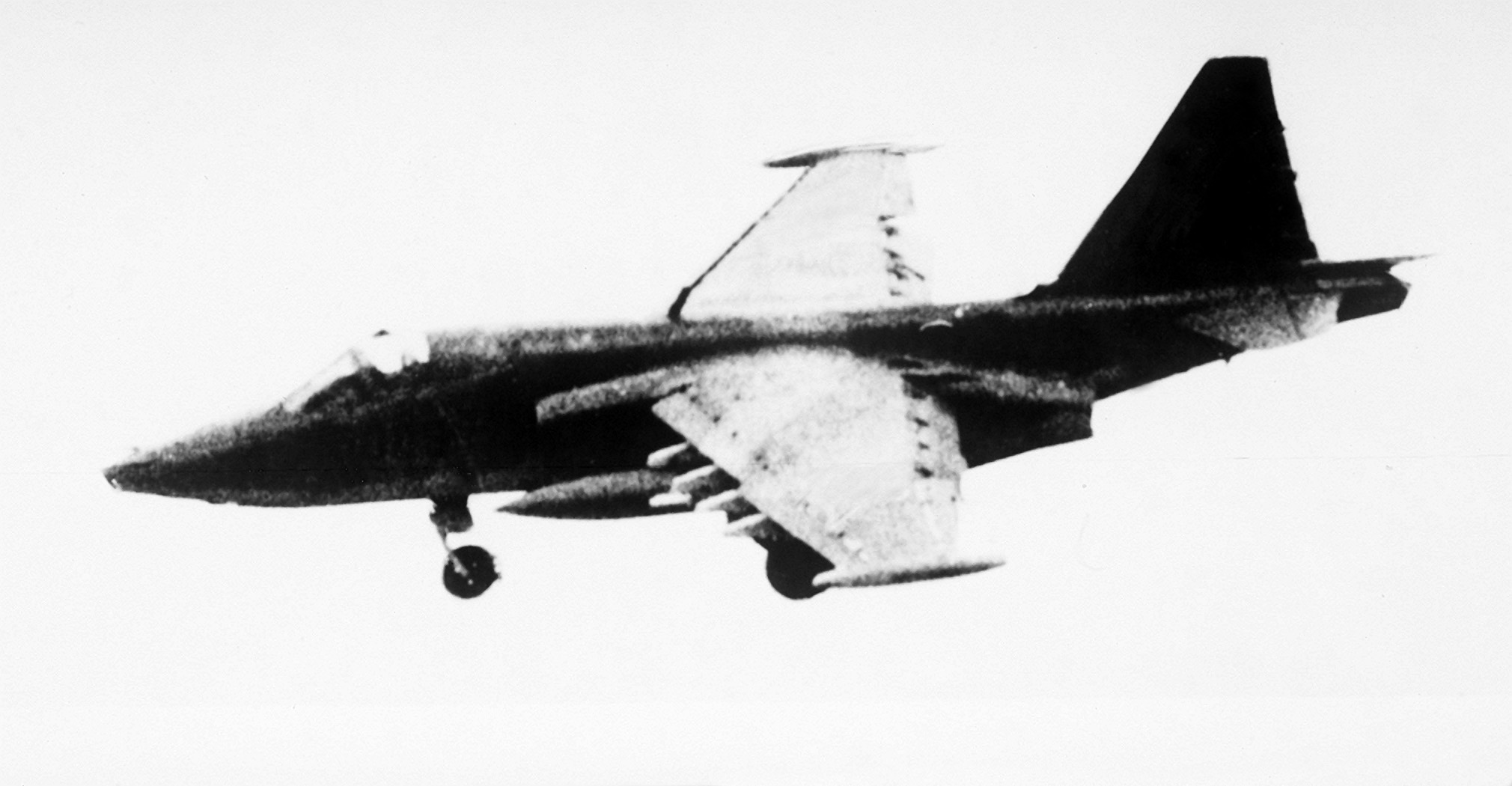
Su-25

Versão básica para exportação. São estimados que 180 Su-25K tenham saído da fábrica de Tbilisi entre os anos de 1984 e 1989.

### Su-25UB
Concerne a versão de treinamento, sendo UB as siglas de (Uchebno-Boyevoy). O protótipo chamado "T-8UB-1" foi feito em Julho de 1985, tendo seu primeiro voo após sua saída no aeroporto da fábrica de Ulan-Ude na Sibéria em 12 de agosto do mesmo ano. Ao final do ano de 1986 foram produzidos 25 Su-25UBs, sendo a versões de dois lugares oficialmente inserida no inventário da Força Aérea Soviética.
A principal utilidade do avião era para uso nas escolas de cadetes, no caso de treinamento, não ocorrendo mudança significativa para a versão com um tripulante. O sistema de navegação, ataque, observação e controle de armas não são disponíveis nessa versão, sendo usada tanto em treinamento de rotina quanto de armamentos.

#### Su-25UBK
Produzida entre 1986 e 1989, foi a versão de exportação da variante Su-25UB.

#### Su-25UBM
Variante de dois lugares utilizada para treinamento operacional, mas também com capacidades de ataque, uso para reconhecimento, designação de alvos e controle aéreo. Teve seu primeiro voo em 6 de Dezembro de 2008, tornando totalmente operacional em dezembro de 2010. Entrou na Força Aérea Russa posteriormente. Possui sistema de radar Phazotron NIIR Kopyo e equipamento Bars-2 a bordo. Acredita-se que tem autonomia de 1.300 km de operação, além de proteção contra mísseis infravermelhos (IRGM).

#### Su-25UTG

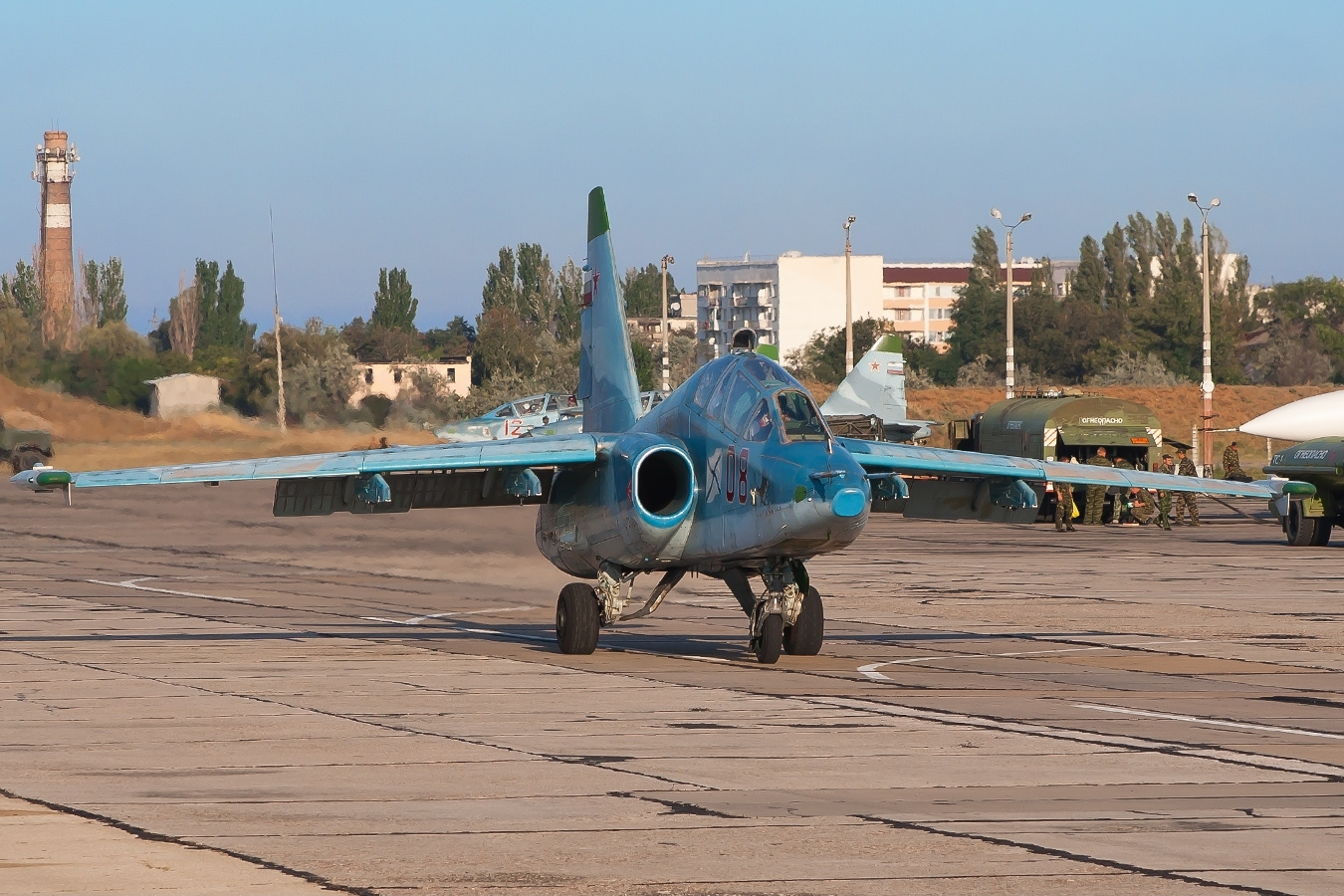
Su-25UTB da Força Aérea Russa

Sigla UTG é para Uchebno-Trenirovochnyy s Gakom, versão a qual é designada para treinamento de pilotos em solo similar da convés de porta-aviões (STOBAR), tendo tailhook. Devido a concepção militar russa não se pautar em uso de porta-aviões, foram feitos pouco aviões desse modelo, totalizando aproximadamente 10 em 1988. Os modelos disponíveis estão no único porta-avião da Marinha Russa, o Almirante Kuznetsov, o que fica em torno de 10 unidades como parte da Marinha Russa, do Regimento de Aviões Naval 279.

### Su-25BM

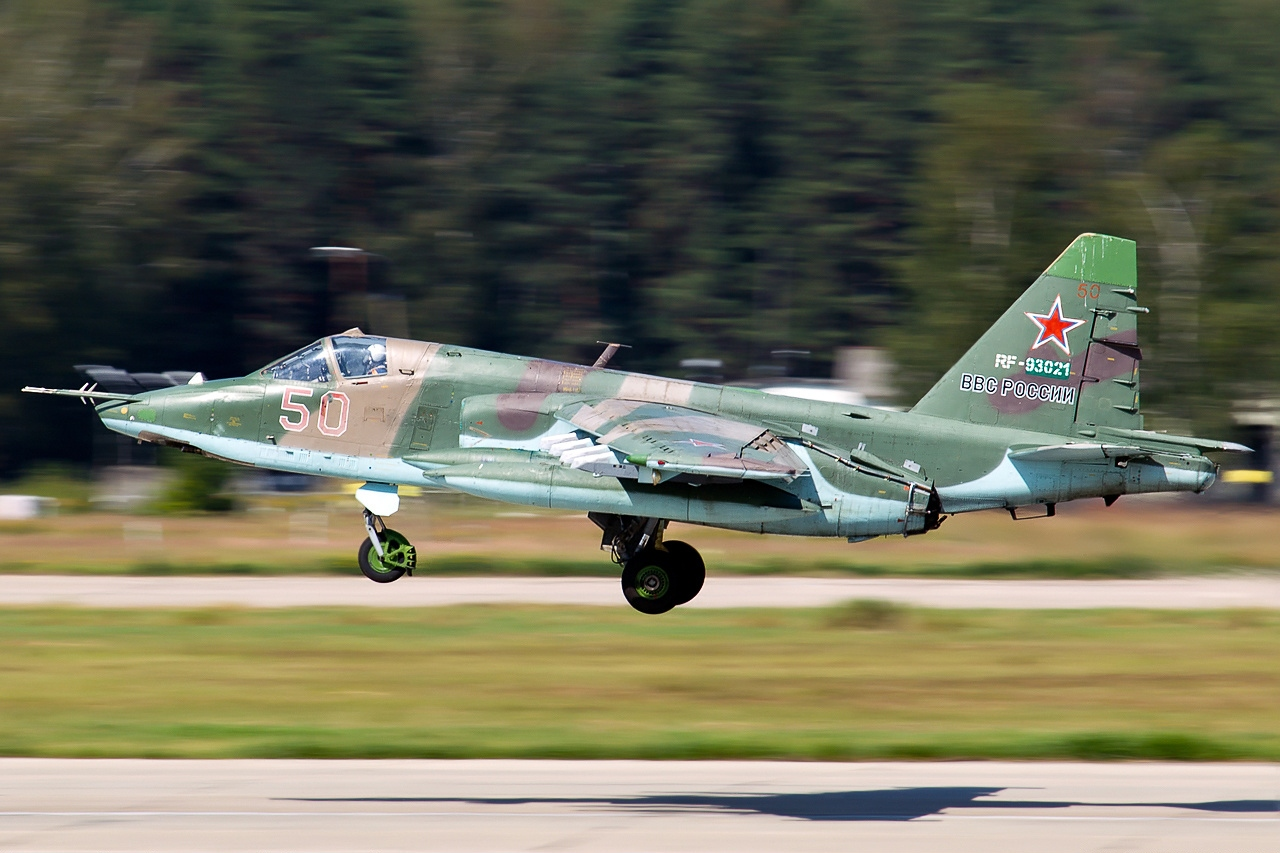
Su-25 BM da Força Aérea Russa

A versão Su-25BM (Buksirovshchik Misheney) concerne a uma variante para target-tug desenvolvida em 1986, sendo usada para mísseis terra-ar e treinamento terrestre. Possui um sistema de motores R-196 e navegação RSDN-10 de longo alcance, análogo ao LORAN em sistemas bélicos ocidentais.

### Su-25T

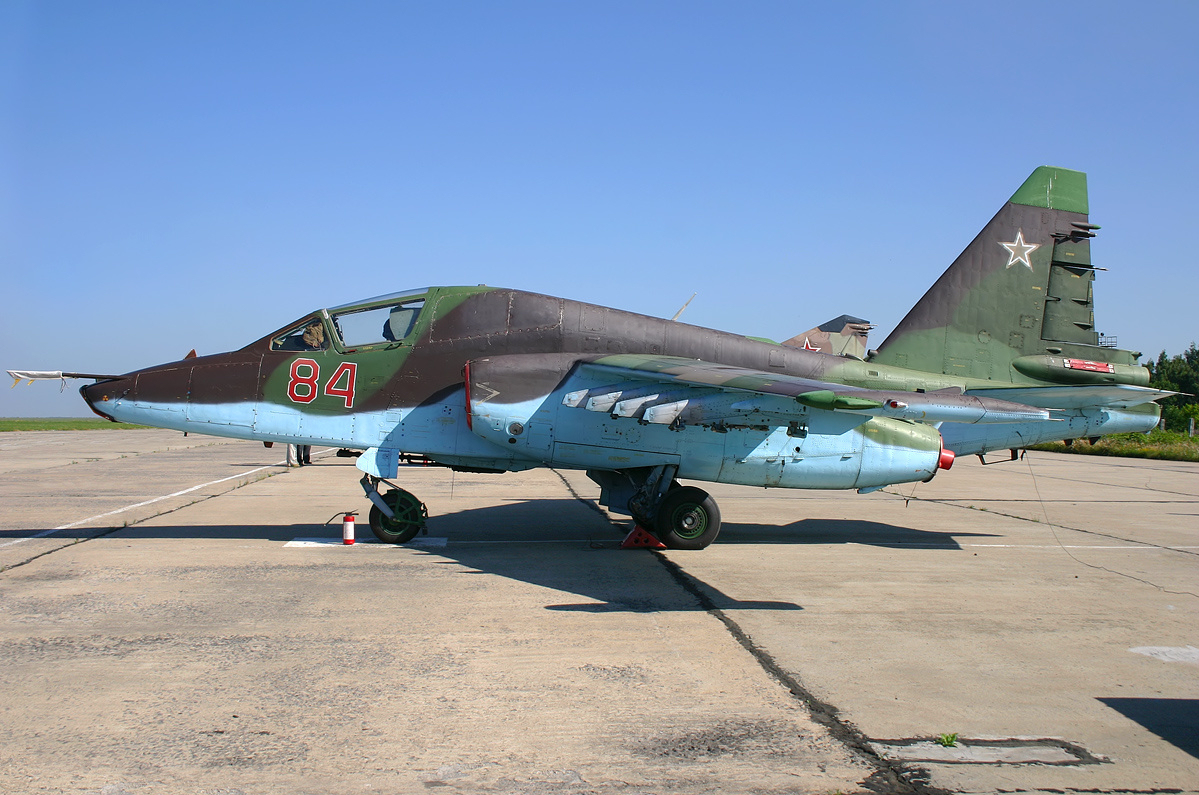
Su-25T da Força Aérea Russa

O Su-25T (Tankovy) é uma versão antitanque, a qual foi testada em combate pleno com notório sucesso na Guerra da Chechênia. Seu design é similar ao Su-25UB, tendo unificação em torno de 85%. Possui capacidade de operação em qualquer período e intempere, na qual tal variante possui um tripulante e componentes de aviônica adicionais, além de alta gama de armamentos utilizados com um sistema de guia de bomba por TV, caso do KAB-500Kr, e semi-ativo por laser KH-25ML. Para localização de alvos, pode usar sistema Vikhr por laser, mísseis específicos com material antitanque, além de mecanismos Shkval óptico por TV e Prichal para denominação de alvos. No que tange missões noturnas, essa variante possui sistema Merkury de TV para pouca luminosidade. Três protótipos foram construidos entre 1983 e 1986, e 8 produzidos em 1990. Com a introdução do programa de atualização do Su-25 para a versão SM (Stroyevoy Modernizirovannyi) essa versão foi oficinalmente cancelada nos anos 2000.

### Su-25TM (Su-39)
Foi a segunda geração do Su-25T, também com designação Su-39, o qual possui melhor sistema de navegação, ataque e segurança. Houve aumento do tipo de armamentos para uso, caso de mísseis RVV-AE/R-77 mísseis para alvos aéreos e antinavios com Kh-31 e Kh-35. A Força Aérea Russa recebeu 8 dessa versão em 2008. Os aviões pertencentes a essa variante receberam atualizações para o programa do Su-25SM.

### Su-25SM

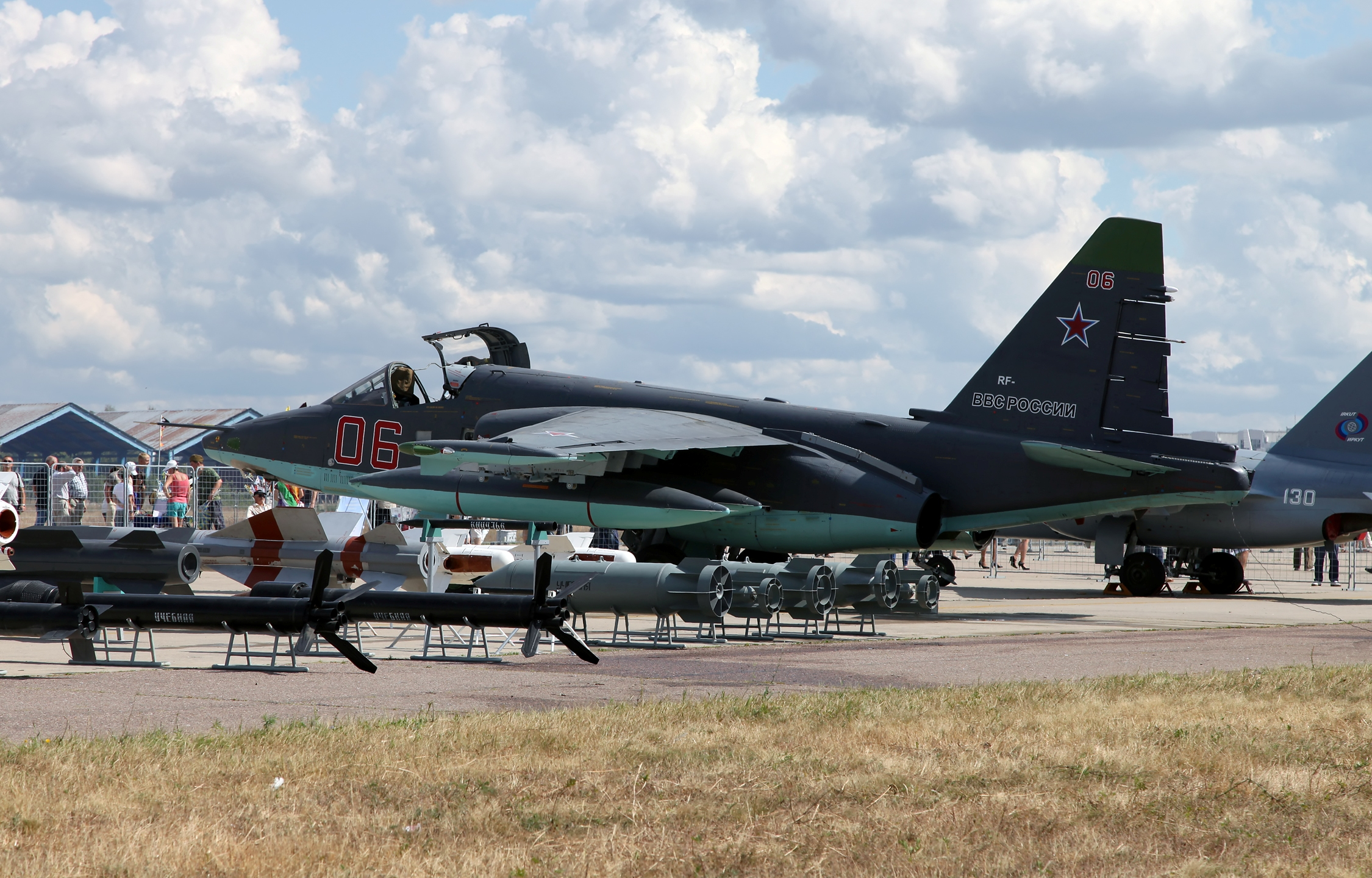
Su-25SM da Força Aérea Russa

A versão Su-25SM (Stroyevoy Modernizirovannyi) é a versão mais moderna e atualmente difundida do Su-25 na Força Aérea Russa. Devido ao elevado preço das atualizações dos modelos Su-25T e Su-25TM, essa variante buscou melhorias notórias no avião sem causarem aumento excessivo de valores, otimizando em pelo menos 500 horas voo a vida útil do avião.
No que tange a aviônica, o Su-25SM possui o sistema de navegação e ataque PRnK-25SM, além do computador digital BTsVM-90, originalmente planejado para o SU-25TM. A precisão de ataque e navegação é em torno três vezes superior que o antigo sistema do SU-25 dos anos 1980.
O HUD Display Ka1-1-01 foi adicionado, aumentando em dobro a visão adicionado do campo de batalha comparado ao antigo ASP-17BTs-8 de mira óptica original. Ocorreu a incorporação de novos componentes, como o Painel de Multifunção (MFD) RSBN-85 de curto alcance, auxiliar de navegação SHORAN, ARK-35-1 com ADF, sistema de recebimento de satélite A-737-01 GPS/GLONASS, computador de gravação de dados Karat-B-25 (FDR), sistema de gravação video Berkut-1 (VRS), rádio comunicador Banker-2 em frequências UHF/VHF, Transponder SO-96 e Radar de Defesa e Aviso L150 (RWR).
Os motores R-95Sh foram reformulados e modificados com um sistema anti-surge. Tal mudança ocorreu para melhorar a resistência do motor após entrada de gás resultantes de disparos de mísseis.
Com a nova combinação de equipamentos e sistemas, foram aumentadas a capacidade de uso e redução de manutenção pré e pós voo em torno de 25 a 30%, além de redução de peso em torno de 300kg.
A capacidade de uso de armamentos foi ampliada, possibilitando uso de Vympel R-73, porém utilizando apenas do modo longitudinal de busca de alvo, além de canhões S-13T de 130 mm, com munição de fragmentação e perfurante contra blindagem. Os sistemas Kh-25ML e Kh-29L foram aperfeiçoados, permitindo complexa operação de lançamento de mísseis em variados cenários, por exemplo uso de dois mísseis consecutivos em dois alvos no mesmo ataque. O canhão metralhadora GSh-30-2 foi otimizado para três novas cadências de disparo: 750, 375 e 188 tiros por minuto.
A atualização da frota de Su-25 da Força Aérea Russa ocorreu com a implementação entre 100 e 130 kits, abrangendo em torno de 60% a 70%  do ativo operacional no início dos anos 2000. Em fevereiro de 2012, o porta-voz Col. Vladimir Drik disse que a Rússia continuará a atualizar seus Su-25 para Su-25SM devido a melhor eficiência de combate e resistência. Atualmente há cerca de 30 Su-25SM em serviço, com planos de modernização de mais 80 até 2020. Em fevereiro mais 10 unidades foram entregues; e em Março de 2013 mais 60 aeronaves foram atualizadas.
Essa versão está ativa na Guerra Civil Síria como parte da intervenção Russa no conflito.

### Su-25KM
Versão apelidada de "Scopion", concerne a sigla sobre Kommercheskiy Modernizirovannyy. É uma versão anunciada pelo fabricante original em 2001, da fábrica de Tbilisi na Georgia, em parceria com a Elbit Systems de Israel. Teve seu primeiro voo em 18 de Abril de 2001 como protótipo. Possui diversos componentes novos em caso de navegação e armamentos, buscando compatibilidade com aviões pertencentes a OTAN.

### Su-28

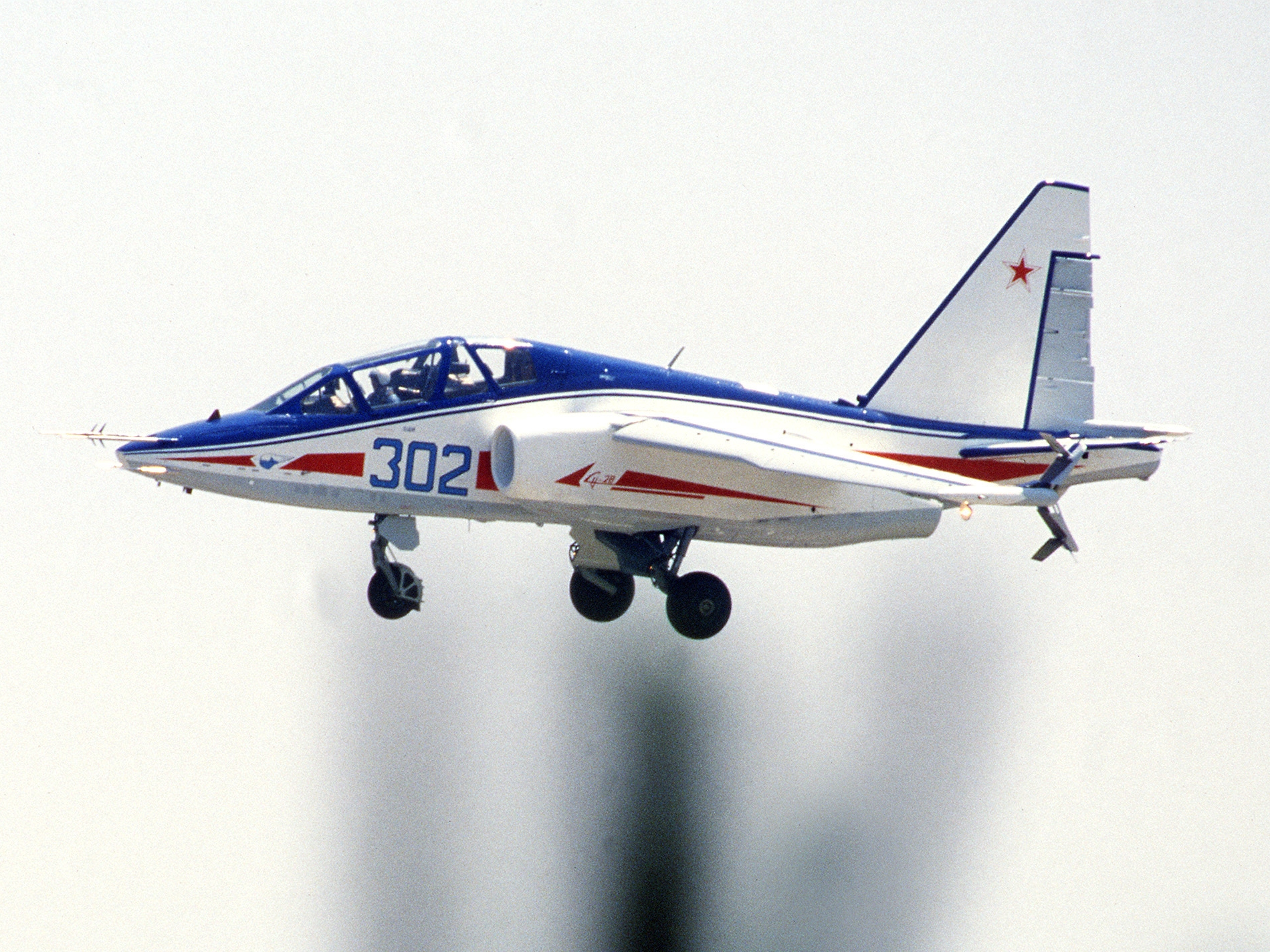
Su-25UT

O Sukhoi Su-28 (também designado de Su-25UT – Uchebno-Trenirovochnyy) é uma variante para treinamento básico avançado, sendo construído na base do Su-25UB como iniciativa privativa da Sukhoi Design Bureau. O Su-28 é uma aeronave leve feita para substituir o Aero L-39 Albatros tcheco. Diferentemente do Su-25UB, ele não tem sistema de controle de armamentos, canhões, pilones aeronáuticos e blindagem nos motores.

## Operadores
Angola

Operadores militares do Su-25:
Operadores
Ex-operadores

A Força Aérea Nacional de Angola fez um contrato com URSS para receber um esquadrão de Su-25. O acordo proposto comprometia o recebimento de 12 Su-25K de um tripulante e 2 Su-25UBK. Foram entregues pelo menos 3 exemplares de 2 lugares.
 Armênia
Com o a queda da União das Repúblicas Socialistas Soviéticas, a Armênia não possuía nenhum Su-25 em seu inventário, mas com o conflito na região da Nargono-Karabakh em 1991 e 1992, foram adquiridos um pequeno número de aeronaves não oficiais, incluindo um Su-25K roubado da Força Aérea Georgiana pelo Capitão Sergey Zhitnikov. A estimativa é que operavam 5 Su-25, 9 Su-25K e um Su-25UBK em Janeiro de 2009.
 Azerbaijão
Caso similar a Armênia, a Força Aérea do Azerbaijão não possuía qualquer Su-25 em seu inventário com a queda da URSS, mas seu primeiro exemplar ocorreu por um desertor da Força Aérea Russa em 1992. Foram adquiridos pelo menos 5 Su-25 por canais não oficiais, sendo um desses resultado de um outro desertor, nesse caso da Força Aérea Georgiana. Aponta-se que possuem pelo menos 3 em seu inventário, sendo 4 perdidos em operações de combate na Nagorno-Karabakh.
 Bielorrússia

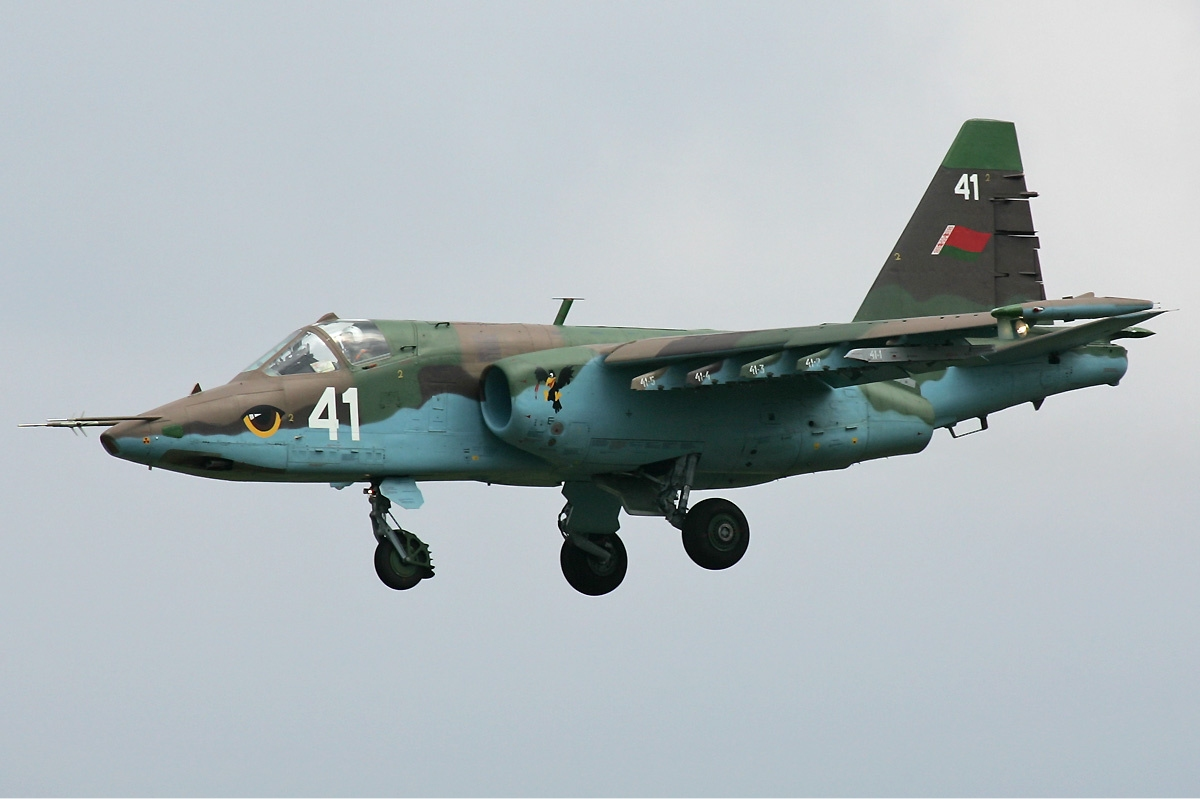
Su-25 da Bielorrússia

A Bielorrússia era o segundo país da Comunidade de Estados Independentes a mais ter Su-25 em seu inventário, atrás somente da Rússia. Apresenta-se em torno de 70 Su-25 e 6 Su-25 UB, os quais se localizam, em sua maioria, na base aérea de Lida.
 Bulgária

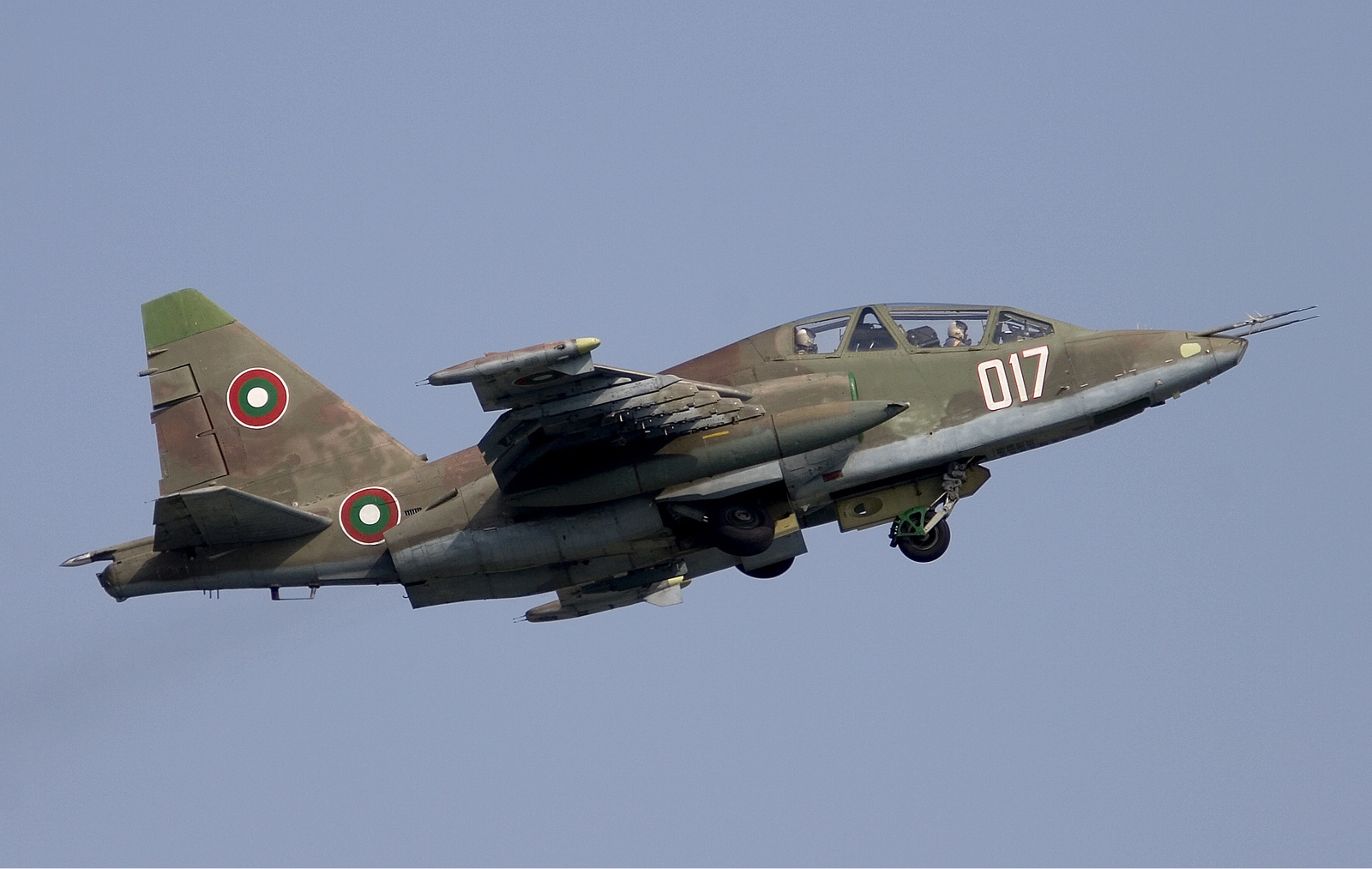
Su-25UBK Búlgaro decolando

A Bulgária foi o segundo país pertencente ao Pacto de Varsóvia a obter Su-25, sendo os primeiros exemplares modelos Su-25K e Su-25UBK recebidos em 1985. O objetivo era a substituição do obsoleto MiG-17F (Fresco-C), formatando uma nova base aérea para os bombardeios táticos da Força Aérea Búlgara. Vinte Su-25K e 3 Su-25 UBK apresentavam-se operacionais na base aérea de Bezmer em 2004.
 Cazaquistão

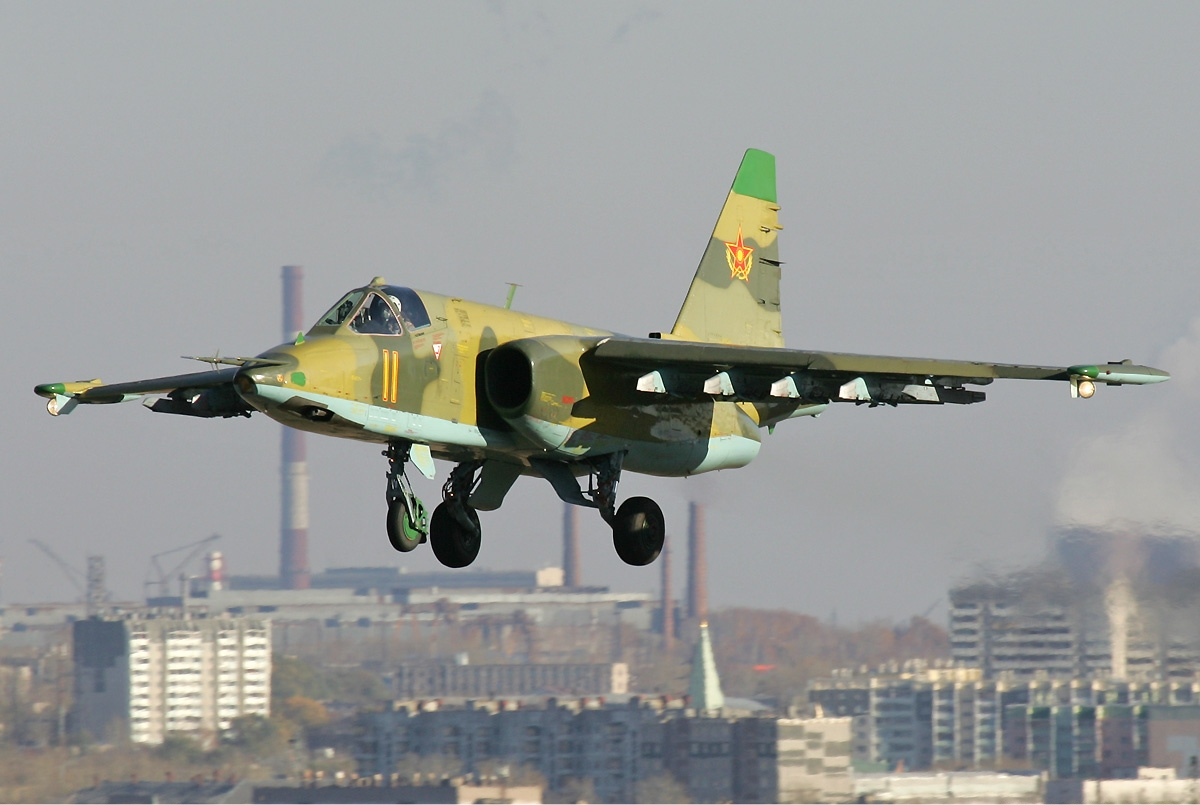
Su-25 da Força Aérea do Cazaquistão

A Força Aérea do Cazaquistão recebeu 12 Su-25 e 2 Su-25UB em Dezembro de 1995 como pagamento compensatório pela retirada de Tu-95MS "Bear-H" pela Rússia na época do colapso da URSS. Os Su-25 estão localizados na base aérea de Chimkent.
 Chade

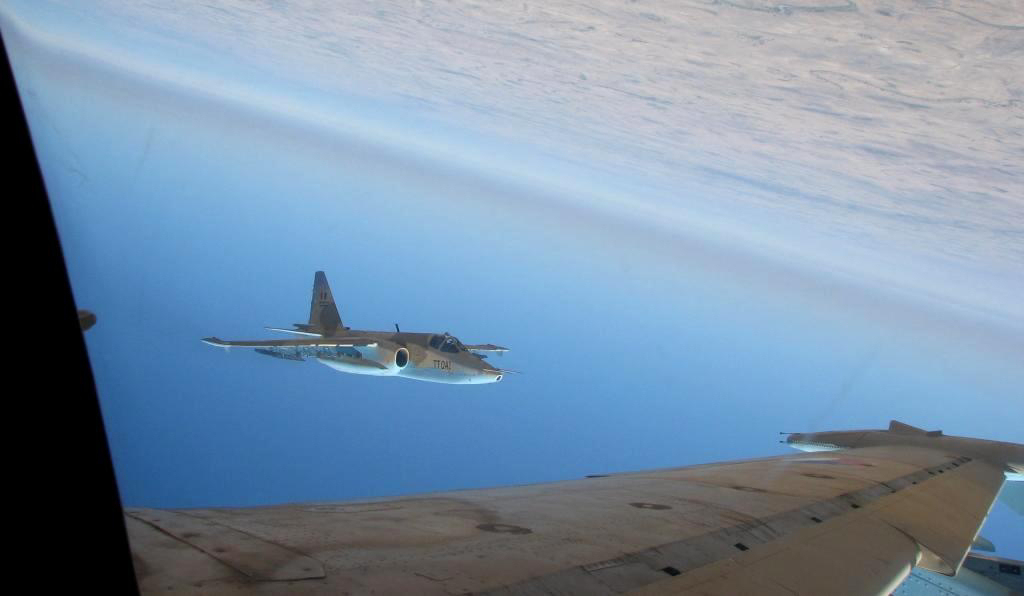
Su-25 da Força Aérea do Chade

Força Aérea do Chade adquiriu 6 aeronaves, 4 Su-25 e 2 Su-25UB da Ucrânia em 2008.
 Coreia do Norte
A Coreia do Norte foi o primeiro país na Ásia a obter Su-25. No período entre o final de 1987 e 1989 a Força Aérea Norte Coreana possuía 32 Su-25K e 4 Su-25UBK. As aeronaves estão alocadas no Aeroporto de Sunchon.
 Costa do Marfim
A Força Aérea da Costa do Marfim possuía alguns Su-25, porém eles foram destruídos na Primeira Guerra Civil da Costa do Marfim. Com o final da guerra, a força aérea começou a ser reconstruida do zero, não tendo qualquer exemplar de Su-25 no inventário.
 Eslováquia
Com a dissolução da Tchecoslováquia, as aeronaves foram distribuídas em porção de 2:1 em favorecimento à República Tcheca. Assim, a Força Aérea da República da Eslováquia recebeu 12 Su-25k e 1 Su-25UBK. A base de operações é na pista de Malacky-Kuchyna. Os exemplares foram vendidos posteriormente à Armênia.
 Etiópia
Em 2000 foram entregues um Su-25T e dois Su-25UBK. Os com dois tripulantes foram modificados pela Força Aérea Russa para adaptações solicitadas pela Força Aérea da Etiópia. Desde o recebimento, as aeronaves foram usadas em missões contra grupos de insurgentes da Eritreia, além da Guerra Eritreia-Etiópia.
 Gambia
O Exército Nacional de Gâmbia opera um Su-25.
 Geórgia
Mesmo sendo a casa da fábrica aeroespacial de Tbilisi que produziu a série de Su-25 de um tripulante durante a era Soviética, a Força Aérea da Georgia não recebeu nenhum exemplar com a queda da URSS. Apenas um pequeno número de Su-25 foram adquiridos e colocado no inventário da Georgia, aeronaves que ficaram no pátio da fábrica durante a independência do país. Atualmente eles possuem 9 exemplares de duas variantes, sendo 8 deles Su-25KM "Scorpion".
 Equatorial Guinea
Possuíam 4 Su-25 e 2 Su-25UB no inventário em 2005.
 Irão
Em 21 de Janeiro de 1991, 7 Su-25 Iraquianos voaram para dentro do espaço aéreo do Irã como tentativa de achar um local seguro temporário devido a Operação Tempestade no Deserto. Essas aeronaves forma inseridas no inventário da Força Aérea Iraniana. Devido a falta de peças de reposição, documentação, treinamento de pilotos, essas aeronaves não ficaram ativas. Posteriormente foram adquiridos pelo menos 6 novos Su-25 para consertos nos aviões parados. A IRGC AF transferiu os Su-25 em 2014 ao Iraque para operações contra insurgência e apoio aéreo aproximado contra o ISIS.
 Iraque
A Força Aérea Iraquiana possuía 73 exemplares de Su-25 e 4 de Su-25UBK antes da Guerra do Golfo. Todos os Su-25 foram destruídos ou tornaram-se sucata com a Guerra do Iraque. Em 29 de Junho de 2014, a Força Aérea Iraquiana recebeu a primeira leva de Su-25 da Rússia e Bielorrússia para lutar contra os terroristas do Estado Islâmico do Iraque e do Levante.
 Macedônia do Norte

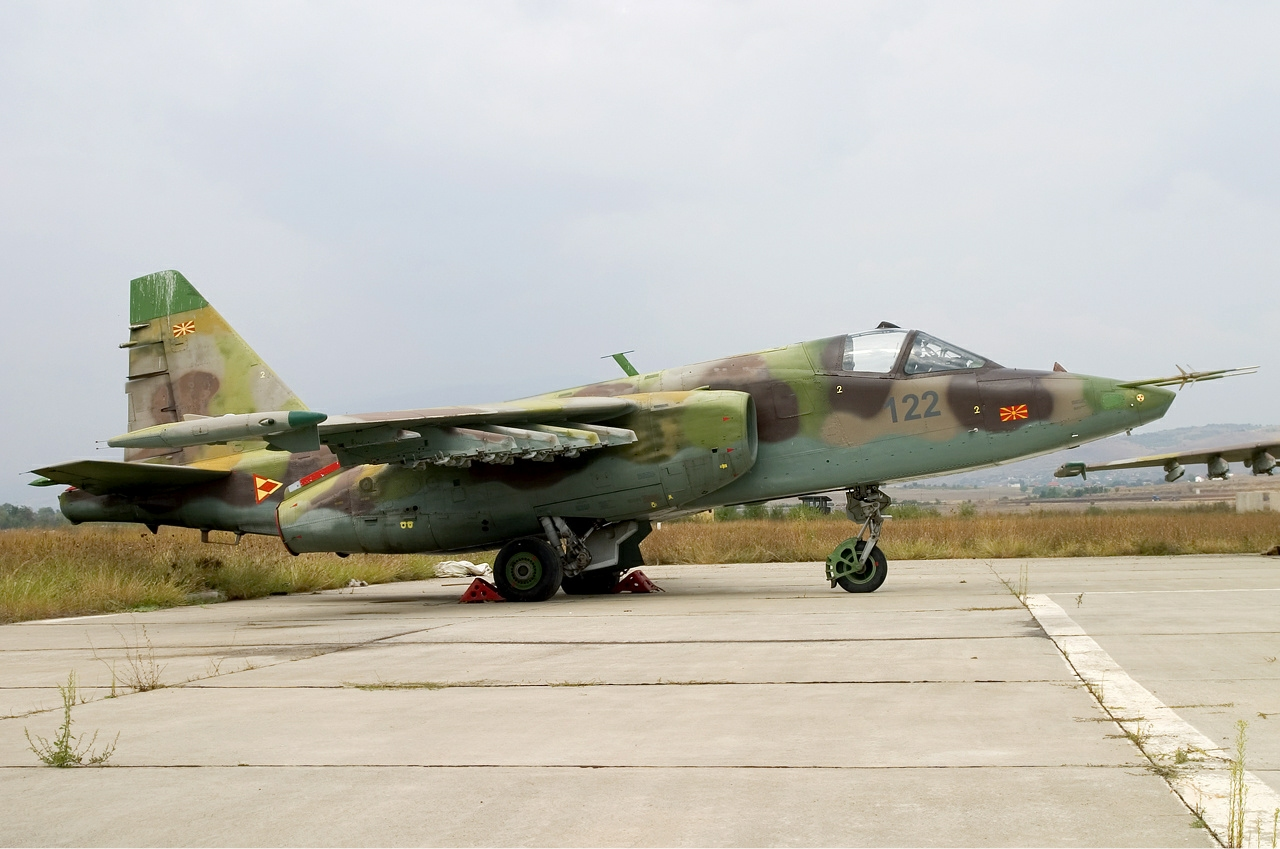
Su-25 da Macedônia

A República da Macedônia possui 3 Su-25 e 1 Su-25UB. As aeronaves foram entregues pela Ucrânia após retirada do inventário pela Força Aérea Ucraniana.
 Níger
O Níger opera 2 Su-25 em 2014.
 Peru

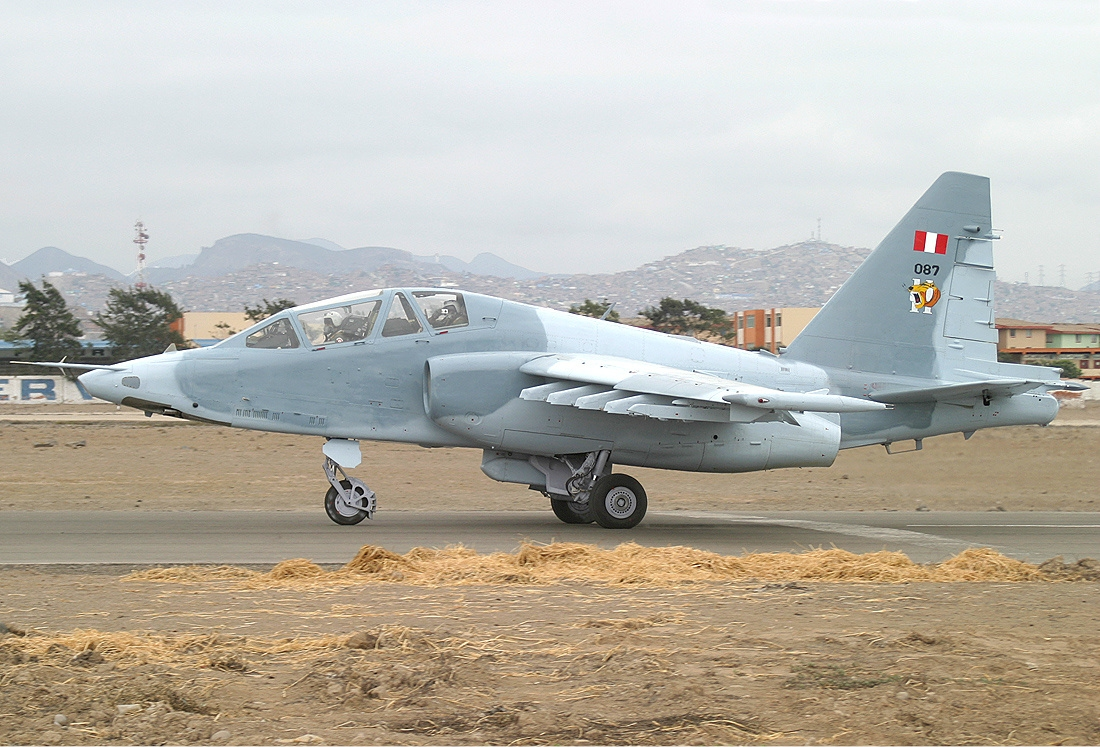
Su-25 da Força Aérea Peruana

A Força Aérea Peruana é a única na América Latina a operar Su-25. O Peru recebeu 18 Su-25 em 1998 da Bielorrússia como parte de um acordo. Foram 10 de um tripulante e 8 Su-25UB de treinamento. Foram aeronaves construidas um pouco antes do colapso da URSS, sendo as últimas versões do Su-25 soviético. Acredita-se que pelo menos 25 aeronaves leves foram abatidas por Su-25 Peruanos na guerra ao trafico de entorpecentes entre nos anos de 1998 e 2005. Em 2013, 18 Su-25 estão em serviço, sendo apenas 4 operacionais.
 República Democrática do Congo
Por volta de 1999, a fábrica aeroespacial de Tbilisi assinou um contrato com a República Democrática do Congo para entregar 10 Su-25Ks. O valor apontando foi de 6 milhões de dólares, sendo as primeiras 4 aeronaves entregues abordo de um An-124 em novembro de 1999 e as 6 restantes em janeiro de 2000. Uma das aeronaves caiu em dezembro de 2006 durante um voo de rotina, e outra em 30 de Junho de 2007, no dia de comemoração de independência do país.
 Chéquia
Com a dissolução da Tchecoslováquia, as aeronaves foram distribuídas em porção de 2:1 em favorecimento da República Tcheca. Desse modo, a Força Aérea da República Tcheca possui 24 Su-25K e 1 Su-25UBK.
 Rússia

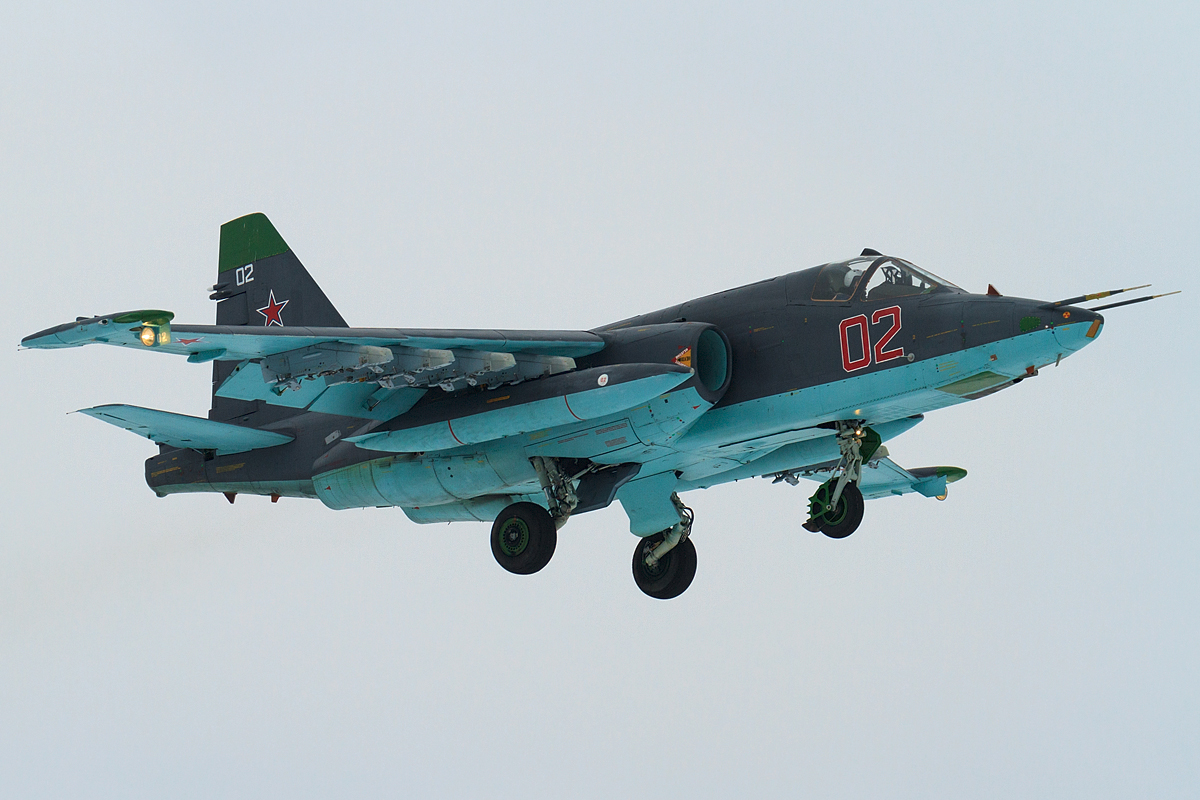
Su-25 da Força Aérea Russa

A Força Aérea Russa possui pelo menos 286 Su-25 em serviço, sendo operados pelos Regimentos de Ataque. O número total não é divulgado. Entre as variantes existe um número grande de Su-25, Su-25UB e Su-25BM, além de reduzido nas versões Su-25T. Atualmente a Rússia possui um programa de modernização da frota de Su-25 para a variante Su-25SM. Há cerca de 30 Su-25SM operacionais, com planos de modernização de mais 80 até 2020. Em fevereiro mais 10 unidades foram entregues e em Março de 2013 mais 60 aeronaves foram atualizadas. A Marinha Russa utiliza-se das versões Su-25UB Su-25UTG, que possui capacidade de uso em porta-aviões.
 Sudão

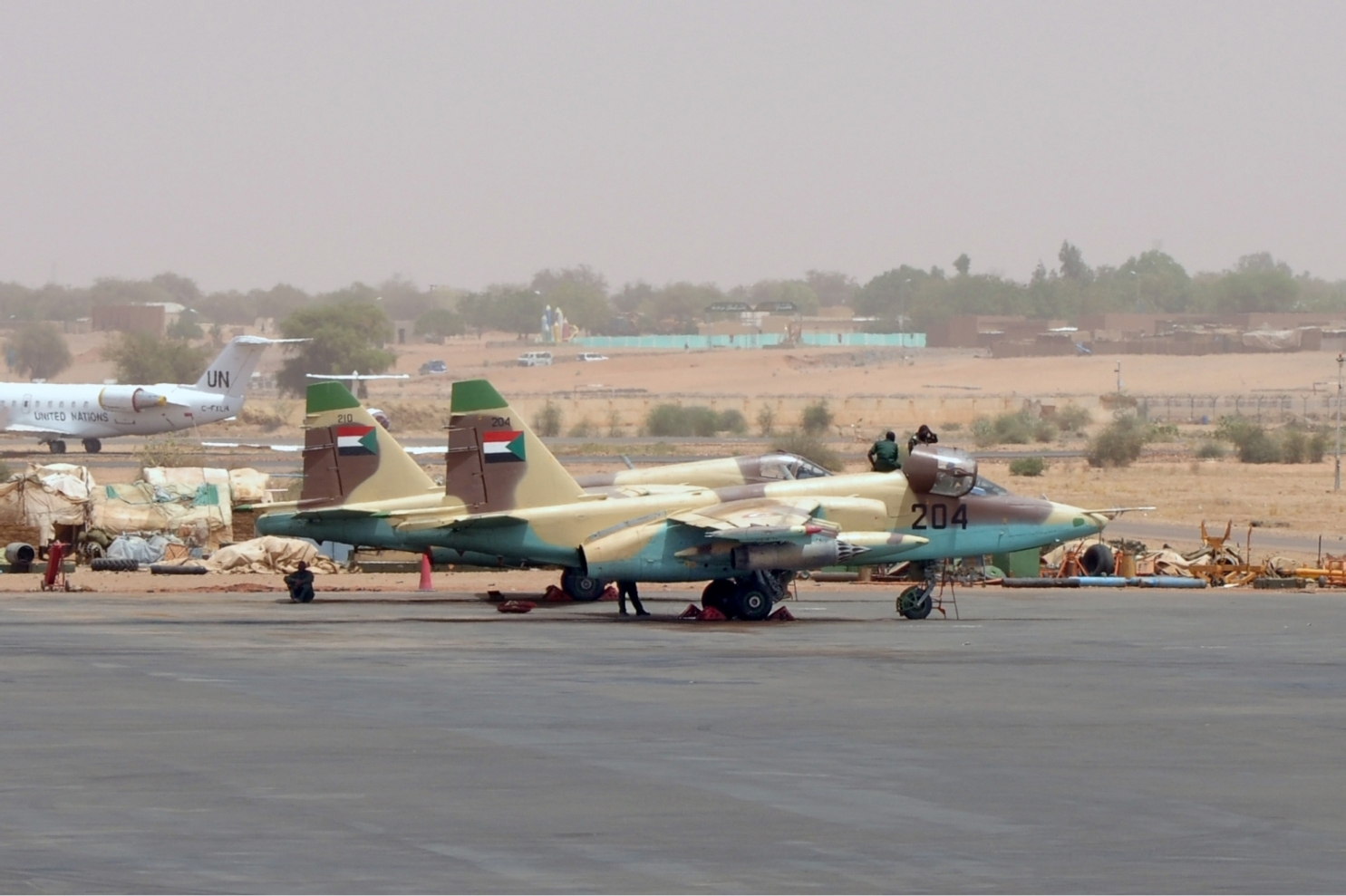
Su-25 do Sudão

O Sudão possui 16 Su-25, sendo 15 adquiridos em 2008 em um acordo com a Bielorrússia.
 Turquemenistão

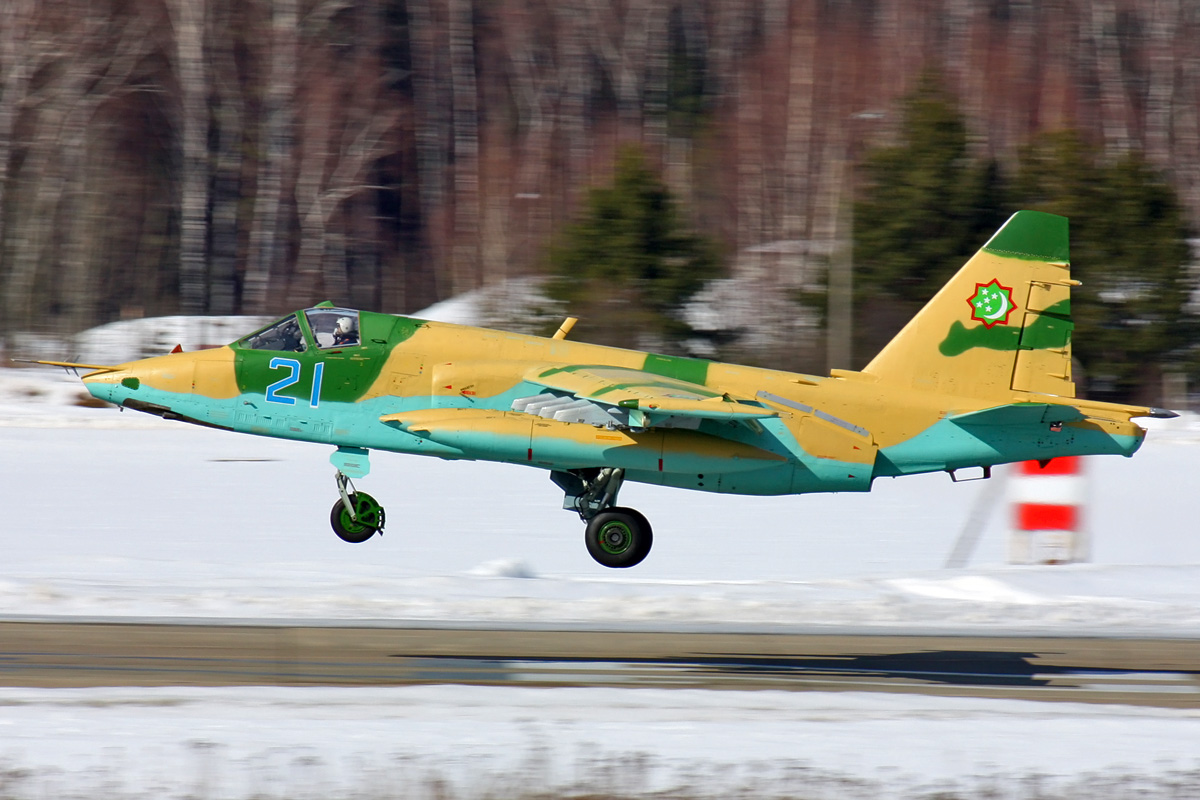
Su-25UB do Turquemenistão

Com a queda da URSS, a República do Turquemenistão recebeu 46 unidades de Su-25 que estavam desabilitados e guardados no país no período. Como projeto de voltar a ativa, a Georgia e Turcomenistão entraram em um acordo de cooperação para arrumar 45 dessas aeronaves com apoio da fábrica aeroespacial de Tbilisi, tendo como pagamento entrega de gás natural. As aeronaves estão localizadas na base aérea de Ak-Tepe com 18 operacionais no ano de 2004.
 Ucrânia

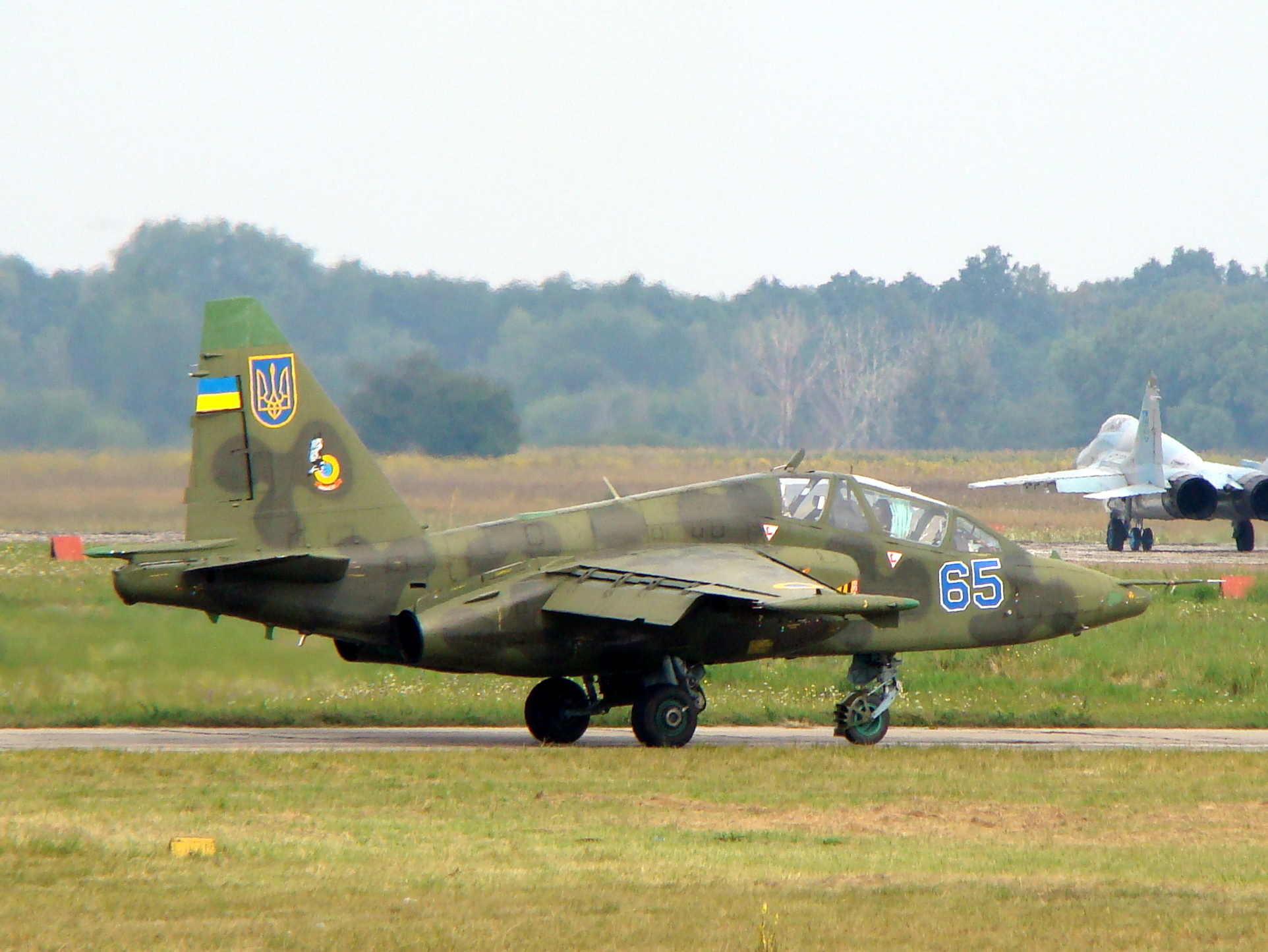
Su-25UB da Ucrânia

A Força Aérea da Ucrânia recebeu 92 Su-25 de diferentes variantes com a independência do país no colapso da URSS. Atualmente a Ucrânia opera aproximadamente 60 Su-25, Su-25UB e Su-25UTG, pelo Ducentésimo Nonagésimo Nono Regimento Independente de Assalto com base em Kulbakino em Mykolaiv Oblast e pelo Quadrigentésimo Quinquagésimo Sexto Regimento de Assalto em Chortkiv. Pelo menos 30 Su-25 estão na reserva. Alguns foram vendidos para a Macedônia.
 Uzbequistão
Até o ano de 1990. a Força Aérea Soviética possuía 20 Su-25, Su-25UB e Su-25BM na base aérea de Chirchik no Uzbequistão, além de um pequeno número na base de Dzhizak. Com o colapso da URSS, todos os Su-25 no território da então independente República do Uzbequistão tornaram-se propriedade do mesmo.

## Acidentes Notáveis
O Su-25 esteve envolvido em alguns acidentes notáveis ao longo de sua história operacional.
- Um Su-25K da Força Aérea da República Democrática do Congo desapareceu em Dezembro de 2006 durante uma operação de relocamento de rotina. Seus destroços nunca foram encontrados.[74]
- Outro Su-25K do Congo caiu no dia 30 de Junho de 2007, durante uma apresentação no dia da Independência perto da cidade de Kisangani. O piloto morreu. A análise posterior indicou uma falta do motor.[74]
- Um Su-25 da Força Aérea Russa explodiu no meio do ar em 20 de Março de 2008 durante um exercício de fogo em Primorsky Krai, 143 km de Vladivostok, matando o piloto. Investigações posteriores indicaram que a aeronave foi abatida por um disparo acidental de um míssil por um Ala. Depois dos incidente todos os Su-25 russos ficaram em solo até a conclusão da investigação.[75]

## Especificações

Desenho de linha do Sukhoi Su-25

Base de dados pelo modelo Su-25/Su-25K, últimas versões.

### Características Gerais
- Tripulação: 1 (piloto).
- Comprimento: 15.53 m (50 ft 111⁄2 in).
- Envergadura: 14.36 m (47 ft 11⁄2 in).
- Altura: 4.80 m (15 ft 9 in).
- Área alar: 33.7 m² (323 ft²).
- Peso vazio: 9,800 kg (21,605 lb).
- Peso c/ carga máx.: 14,600 kg (32,187 lb).
- Peso máx. à descolagem: 17,600 kg (38,800 lb).
- Motor: 2 × turbojato Soyuz/Gavrilov R-195, com 44.18 kN (9,921 lbf) cada.

### Performance
- Velocidade máxima: Mach 0.8 (975 km/h, 526 knots, 606 mph) ao nível do mar.
- Velocidade de cruzeiro: 770 km/h.
- Raio de ação: 750 km (405 nmi, 466 mi) ao nível do mar, com 4,400 kg (9,700 lb) de armas e dois tanques externos.
- Alcance de travessia: 3 200 km com depósitos externos.
- Teto de serviço: 7,000 m (22,965 ft) limpo, 5,000 m (16,000 ft) totalmente armado.
- Taxa de subida: 58 m/s (11,400 ft/min).

### Armamentos
- Armas: 1 × GSh-30-2 30mm com 250 disparos.
- Pilones Aeronáuticos: 11 com capacidade de 4,000 kg (8,800 lb).
- Foguetes: UV-32-57 57 mm ou B8M1 80 mm, S-24 (240 mm (9.4 in)) ou S-25 (330 mm (13 in)).
- Mísseis: Kh-23 (AS-7), AS-9, Kh-25L (AS-10), Kh-29 (AS-14) mísseis ar-terra, K-13 (AA-2) or R-60 (AA-8) mísseis ar-ar.
- Bombas: FAB-250, FAB-500, KAB-500 bombas guiadas a laser.

.

## Ligações Externas
- Ulan Ude Aviation Plant Su-25UB page
- Su-25К at Sukhoi.org
- Su-25 at GlobalSecurity.org
- Su-25 at Airforce-Technology.com
- Tudo sobre aviões russos